# Consiliul de Coroană din 17-19 februarie 1918
| Principalii actori ai deciziilor Consiliului de Coroană din 17-19 februarie 1918 | Principalii actori ai deciziilor Consiliului de Coroană din 17-19 februarie 1918 |
| -------------------------------------------------------------------------------- | -------------------------------------------------------------------------------- |
| Regele Ferdinand I                                                               | Alexandru Averescu                                                               |
|                                                                                  |                                                                                  |
| Șeful statului                                                                   | Prim-ministru în funcție                                                         |
| Ion I. C. Brătianu                                                               | Take Ionescu                                                                     |
|                                                                                  |                                                                                  |
| Președintele Partidului Național Liberal                                         | Președintele Partidului Conservator-Democrat                                     |
| Reședința regală din Iași unde a avut loc Consiliul de Coroană                   |                                                                                  |

Consiliul de Coroană din 17-19 februarie 1918 a fost un Consiliu de Coroană care s-a desfășurat în trei reuniuni succesive, în perioada 17 februarie/2 martie-19 februarie/4 martie 1918 la Iași și a avut ca scop stabilirea conduitei politice față de ultimatumul transmis de Puterile Centrale, de a încheia imediat un tratat de pace.:p. 371
Miza implicată de decizia Consiliului de Coroană era una de o importanță crucială pentru România. În conformitate cu prevederile art. V din tratatului de alianță cu Antanta, România se obligase să nu „semneze păci separate sau pacea generală decât împreună și simultan” cu ceilalți aliați. Sub această condiție, prin același tratat, Antanta recunoștea drepturile României asupra teritoriilor din Imperiul Austro-Ungar revendicate. După armistițiul de la Focșani și în condițiile cedării generalizate a frontului rus, România a informat aliații vestici că rămânând singură pe Frontul de Răsărit ar putea fi forțată să încheie o pace separată, lucru refuzat categoric de aceștia, în special de Franța, care cerea continuarea rezistenței chiar în afara teritoriului național. În aceste condiții, cedarea la ultimatumul Puterilor Centrale și încheierea unei păci separate ar fi însemnat pentru România pierderea oricărui drept de a participa la negocierea păcii postbelice, făcând zadarnice toate sacrificiile făcute în cei doi ani de război.
Lucrările Consiliului de Coroană s-au desfășurat în trei reuniuni, la reședința regală din Iași, în dezbateri confruntându-se două mari curente de opinie. Primul a fost susținut de rege și de marea majoritate a decidenților politici, care doreau acceptarea condițiilor de pace în vederea salvgardării existenței statului român și a armatei, dar prin abordarea unei tactici de tergiversare care să permită câștigarea de timp, în eventualitatea unei victorii decisive a Aliaților. Cea de-a doua tabără, a fost constituită din adepții rezistenței până la capăt, al cărei exponent principal a fost regina Maria. După dezbateri aprinse, consiliul a căzut de acord asupra primei abordări, mandatând guvernul să înceapă negocierile cu Puterile Centrale.
Acest fapt a provocat o reacție violentă a Franței, care a rămas pe aceeași poziție intransigentă, de a nu mai recunoaște statutul de aliat al României, în cazul încheierii păcii separate. Meritul principal în prezervarea drepturilor României a revenit regelui Ferdinand, care, susținut constant de regina Maria, a refuzat să ratifice acest tratat până la sfârșitul războiului, în ciuda presiunilor puternice, interne și externe. Neratificarea de către rege a făcut ca tratatul și efectele sale să fie lovite de nulitate.

## Contextul
Evoluția evenimentelor internaționale din perioada ianuarie-martie 1918 a fost una defavorabilă pentru statul român. La 28 ianuarie/9 februarie 1918 a intrat în vigoare tratatul de pace dintre Puterile Centrale și Ucraina. La 18 februarie/3 martie 1918 a fost semnat tratatul de pace dintre Republica Sovietică Federativă Rusă pe de o parte și Germania, Austro-Ungaria, Bulgaria și Imperiul Otoman, pe de altă parte. În acest context, România s-a găsit complet încercuită de Puterile Centrale. :p. 673
La 27 ianuarie/9 februarie, guvernul Brătianu a demisionat fiind înlocuit cu guvernul condus de Alexandru Averescu. La 10/23 februarie miniștrii de externe ai Imperiului German - Richard von Kühlmann și Imperiului Austro-Ungar – Ottokar Czernin au sosit la București în vederea începerii tratativelor de pace.:p. 369:p. 670
Decise să-și valorifice avantajele politico-strategice în Europa de Est, Puterile Centrale au hotărît să scoată România definitiv din luptă. La 23 ianuarie/5 februarie 1918, acestea au trimis guvernului român o notă ultimativă, amenințând că vor relua acțiunile militare împotriva României, dacă nu se vor iniția imediat negocieri diplomatice în vederea încheierii păcii.:p. 371 La 17 februarie/2 martie 1918 Puterile Centrale au denunțat armistițiul cu România, amenințând-o cu ocuparea.:p. 670

## Ultimatumul
Scrisoarea primită astăzi prin colonelul Ressel nu este satisfăcătoare. Noi la Buftea, în ziua de 24 februarie a.c., am desemnat ca baze pentru tratative următoarele:

România cedează Puterilor Centrale Dobrogea până la Dunăre; pentru o rezervare a unei legături a României cu Marea Neagră se va avea grijă. Rectificările de frontieră cerute de Austro-Ungaria se primesc în principiu; tot astfel măsurile economice corespunzătoare situațiunii.

Dacă până mîine, ora 12 din zi, nu va sosi în București acceptarea necondiționată a acestei cerințe minime, armistițiul va fi considerat, de la acest moment înainte, ca denunțat.

(ss) v. Kuhlmann
Conte Czemin
pentru conformitate,
Lt-col. v. Kulmhardt
Șef de Stat-Major al Corpului I Rez.
tradus de

(ss) Colonel Ressel

În urma întrevederii dintre regele Ferdinand și contele Czernin care a avut loc la 14/27 februarie 1918, în gara Răcăciuni, Czernin l-a informat pe regele Ferdinand că are 48 de ore la dispoziție pentru da un răspuns la solicitările Puterilor Centrale, care, dacă era pozitiv, dădea speranțe României la o pace onorabilă; în caz contrar, ea putându-se aștepta la ce era mai rău.:p. 209
Regele Ferdinand a revenit foarte afectat de la această întâlnire, realizând că practic nu mai există scăpare de la încheierea unei păci separate cu Puterile Centrale. Acesta a considerat că trebuia să-și focalizeze eforturile asupra identificării celei mai bune formule politice pentru aceasta, cât și pentru salvarea armatei, în sensul evitării desființării și dezarmării sale.:p. 413
„Era de-a dreptul înnebunit, a început să plângă când am încercat să-l conving că asemenea condiții sunt de neacceptat, că dacă le primește riscă să nenorocească țara ani și ani de-acum încolo; mi-a dat de înțeles destul de limpede că, dacă nu acceptă, ar însemna să ucidă țara cu totul.”:p. 413
______ Regina Maria, Jurnal de război
În același timp, în zilele de 15/28 februarie și 16 februarie/1 martie au avut loc dezbateri intense în cadrul guvernului, pozițiile membrilor acestuia oscilând de la demisie până la asumarea deschisă a unei alianțe cu Puterile Centrale împotriva Antantei (Matei B. Cantacuzino și Constantin Garoflid).:p. 171 Averescu a refuzat ideea demisiei guvernului, cu argumentul că „nu avea cine să ne înlocuiască (!)” și, într-o ultimă încercare de a câștiga timp a trimis reprezentanților Puterilor Centrale la data de 16 februarie/1 martie ora 13.30, o telegramă pe care mâna sa dreaptă, ministrul justiției Constantin Argetoianu a considerat-o drept „depeșă compromițătoare”.:pp. 171-173
„Dacă aș fi cunoscut la vreme conținutul acestei compromițătoare depeșe, cred că ea n-ar fi plecat niciodată. Pentru câștigare de timp era destul să se trimită lista plenipotențiarilor, cu o simplă frază de rezervă păcii. Polologhia redactată de Averescu (greșelile de franțuzește sînt cea mai bună dovadă că habar n-am avut de ea) nu era menită să ne cîștige cinci minute mai mult de răgaz, dar conținea grave angajamente cu privire la politica noastră după încheierea păcii, marcând intențiuni și îndrumări cu totul opuse celor pe care bazasem acțiunea noastră.”:p. 172
______ Constantin Argetoianu, Memorii
Ca și în cazul altui tratat controversat încheiat de Alexandru Averescu în aceeași perioadă - Acordul Averescu-Racovski:pp. 212-225, transmiterea acestei telegrame a scos din nou la iveală naivitatea politică și lipsa abilităților diplomatice ale acestuia, „el trăind sub obsesiunea că relațiile sale personale cu Mackensen pot influența hotărârile Germaniei„.:p. 68 Argetoianu și-a prezentat demisia lui Averescu, în cadrul unei discuții aprinse cu acesta în care i-a reproșat concesiile făcute Puterilor Centrale, nenecesare și care șubrezeau poziția României în negocierile care aveau să urmeze. Ulterior Argetoianu a revenit asupra demisiei.:p. 171
Telegrama lui Averescu n-a produs efectul dorit, în sensul că nu numai nu a dus la câștigarea de timp pentru partea română, ci, prin atitudinea submisivă s-a constituit într-un imbold pentru Puterile Centrale, determinându-le ca în ziua următoare să ceară concesii suplimentare guvernului român.:p. 171:p. 211 Înainte de miezul nopții de 16/17 februarie, Puterile Centrale au răspuns telegramei prim-ministrului României o notă ultimativă, cu condiții ce trebuiau acceptate până la data de 17 februarie/2 martie 1918, ora 12.00.:p. 174
După primirea notei ultimative, Averescu a decis să meargă la rege „pentru ca fiecare să-și ia părticica lui de răspundere”, cerându-i convocarea unui Consiliu de Coroană, pentru a doua zi.:p. 175

## Cutumele

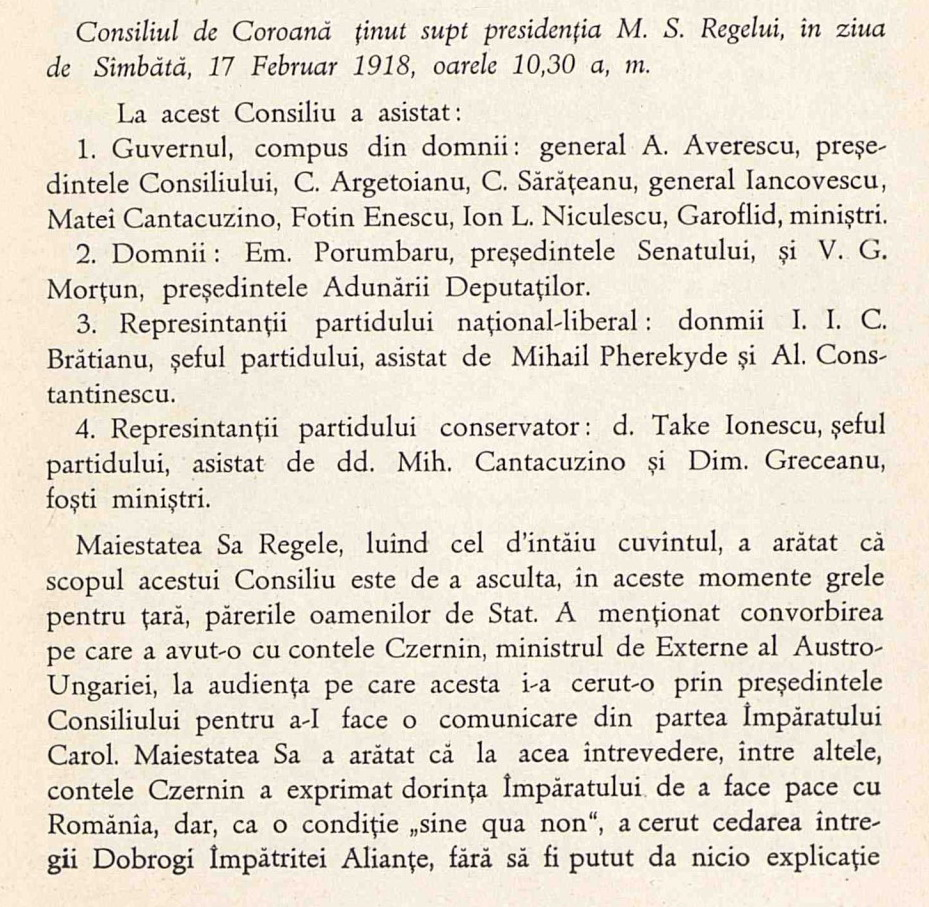
Procesul verbal al reuniunii din 17 februarie 1918

Consiliul de Coroană era un organism cu caracter ad-hoc, creat pe lângă rege, cu rol consultativ. Organizarea și funcționarea sa nu era reglementată printr-un act normativ specific. În acest context, desemnarea participanților la reuniunile din 17-19 februarie s-a făcut pe baze cutumiare, pornind de la precedentele reprezentate de consiliul din 1914 și consiliul din 1916. Au fost invitați doar reprezentanți ai partidelor aflate la guvernare, fapt care a generat nemulțumirea Partidului Muncii, ca și a formațiunilor conduse de Nicolae Iorga și A. C. Cuza. Regele a mai propus să fie invitați mitropolitul Moldovei, Pimen Georgescu și comandantul suprem al armatei, generalul Constantin Prezan, dar s-a lovit de refuzul lui Averescu.:p. 175
O altă cutumă prevedea că luările de cuvânt din cadrul Consiliului de Coroană nu se consemnează în procese verbale, cutumă care a fost invocată de Ion I. C. Brătianu la începerea primei reuniuni, când generalul Constantin Iancovescu a încercat să le consemneze.:p. 297
Discuțiile din cadrul celor trei reuniuni au fost totuși înregistrate în scris, în trei procese verbale redactate de fostul ministru liberal Alexandru Constantinescu, revizuite de Ion I. C. Brătianu și prezentate ulterior spre aprobare Regelui. Contrar cutumei de până atunci, Brătianu a ținut ca discuțiile să fie consemnate, pentru avea o dovada indiscutabila a atitudinii lui, la discuțiile viitoare cu aliații, pe marginea încheierii păcii.:p. 71 Averescu a bagatelizat ulterior consemnările din aceste procese verbale, considerându-le niște relatiuni, „ad usum Delphini”. Nu au deci nici o valoare istorică, decât aceea de a fi dovadă mai mult de moravurile politice din acea vreme.:p. 297
Aceste procese verbale au fost publicate de Nicolae Iorga în 1932, în Revista Istorică, precizând că „am copia acestor acte de la I. I. C. Brătianu. Nu e prea de vreme tipărirea lor. Ea fixează merite și responsabilități, care trebuie știute.” :p. 1

## Prima reuniune

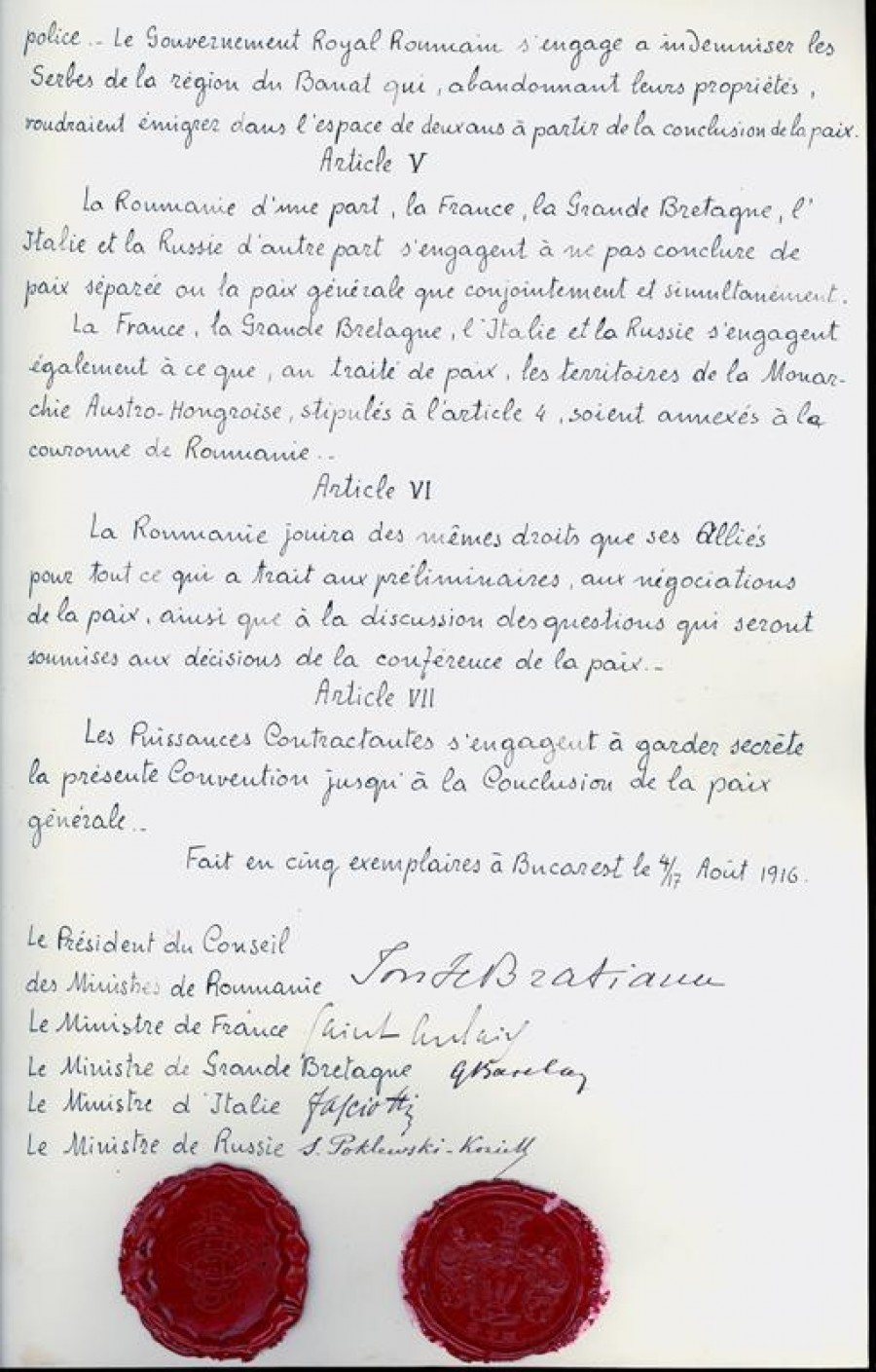
Tratatul de alianță cu Antanta

Prima reuniune a Consiliului de Coroană a avut loc la data de 17 februarie/2 martie la reședința regală, situată pe Strada Lăpușneanu din Iași.  La această reuniune au participat::p. 79
- regele Ferdinand I;
- generalul Alexandru Averescu, președintele Consiliului de Miniștri
- membrii guvernului: Constantin Sărățeanu, Fotin Enescu, Constantin Argetoianu, Matei B. Cantacuzino, generalul Constantin Iancovescu, Ion Luca Niculescu, Constantin Garoflid, generalul Ioan Culcer
- președintele Camerei Deputaților: Vasile G. Morțun,
- președintele Senatului: Emanoil Porumbaru,
- reprezentanți ai Partidului Național Liberal: Ion I. C. Brătianu, Mihail Pherekyde și Alexandru C. Constantinescu
- reprezentanți ai Partidului Conservator Democrat: Take Ionescu, Mihail G. Cantacuzino și Dimitrie Greceanu

Lucrările reuniunii au fost deschise la ora 10.00 printr-o alocuțiune a regelui Ferdinand, care a relatat întrevederea sa cu ministrul de externe austro-ungar, Ottokar Czernin, de la Răcăciuni, a solicitat opiniile celor prezenți și, la final, a exprimat poziția sa conform căreia a trimite delegați și a trata nu înseamnă a încheia pacea.:p. 71 În continuare au urmat luări de cuvânt ale celorlalți participanți la lucrări. Majoritatea  participanților erau de părere că încheierea unei păci separate nu mai putea fi evitată, dar nimeni nu s-a arătat doritor să își ia însărcinarea de a încheia o pace în condiții foarte dezavantajoase pentru țară.:p. 308
„Atmosfera era tragică. Monarhul era atât de emoționat încât abia putea vorbi. La sfârșitul prezentării sale a izbucnit în lacrimi.”:p. 308
______ Glen E. Torrey, România în Primul Război Mondial
Alexandru Averescu, care a luat cuvântul imediat după discursul regal, a prezentat pe scurt acțiunile guvernului pe care îl conducea, de la venirea sa la putere, și a conchis că membrii guvernului sunt de părere să fie acceptate condițiile cerute de Puterile Centrale și să înceapă imediat tratativele de pace.:p. 72
Take Ionescu s-a declarat ferm împotriva încheierii oricărui fel de pace separată, susținând varianta retragerii autorităților de stat - regele, guvernul, parlamentul și o parte din armată - în sudul Rusiei, România păstrându-și astfel dreptul la împlinirea revendicărilor care fuseseră prezentate aliaților la intrarea în război.:p. 307
Ion I. C. Brătianu a pledat pentru rezistența armată, dar a admis că, în circumstanțele date, dacă guvernul nu împărtășește această opinie, nu rămânea decât soluția păcii. Deși Partidul Național Liberal nu avea să susțină un astfel de demers, în același timp considera totodată că nicio forță politică nu trebuie să împiedice guvernul să ducă la capăt o astfel de însărcinare. Brătianu a cerut fie chemarea la guvernare a facțiunii filogermane condusă de Alexandru Marghiloman, care ar fi putut obține condiții de pace mai favorabile, fie negocierea de către guvernul în funcție „cu sabia în mână”, astfel încât să rezulte că nu e vorba de o pace acceptată și definitivă, ci de o pace impusă prin violență, de cei ce spun că vor pace fără anexațiuni.:p. 307:p. 308
În replică, generalul Averescu a menționat că nu este de acord nici cu poziția exprimată de Take Ionescu, nici cu cea exprimată de Brătianu, considerând că e o imposibilitate morală a i se cere să-și asume răspunderea acestor soluții, aducând ca argument principal faptul că armata, lipsită de subzistență și muniții nu ar putea opune decât o foarte scurtă rezistență.:p. 307
„Mi se cere ceva monstruos. Să prezidez și să asum răspunderea unei soluțiuni, care după adânca mea convingere ar duce țara la dezastru.”:p. 297
______ Alexandru Averescu, Notițe zilnice din război
Dintre celelalte luări de cuvânt, cele mai relevante au fost cele ale lui Mihail G. Cantacuzino din partea Partidului Conservator-Democrat și Matei B. Cantacuzino, ministrul instrucțiunii publice și cultelor. Chemat în ziua precedentă de Regina Maria, Mihail G. Cantacuzino avea să susțină în consiliu teza favorită a reginei, aceea a „rezistenței până la capăt”.:p. 415
„Să pierdem tot afară de onoare. Dacă evenimentele vor fi mai tari decât noi, înfrângerea noastră nu va fi rușinoasă. Dar să nu primim rușinea de frica unei înfrângeri pe care n-am încercat-o încă.”:p. 178
______ Mihail G. Cantacuzino, Alocuțiune la Consiliul de Coroană
La rândul său, ministrul Matei B. Cantacuzino a pledat teza părăsirii definitive a Antantei și încheierea rapidă a unei păci durabile cu Puterile Centrale, cu reluarea tuturor legăturilor dinainte de izbucnirea războiului.:p. 178:p. 5
„Războiul nu ne va mai putea da nimic, trebuie să așteptăm totul de la pace. Am ratat războiul, să-i punem cruce - datoria noastră e să nu ratăm și pacea din cauza acelor influențe nefaste care au sabotat războiul și care se încearcă să saboteze și pacea în loc să-și pună cenușe pe cap și să se ascundă. România se va reface nu pe câmpul de luptă, ci pe ogorul muncii pașnice, dacă va ști să se scuture de obiceiurile unui trecut condamnat și de paraziții care, până acum, i-au supt puterile.”:p. 178
______ Matei B. Cantacuzino, Alocuțiune la Consiliul de Coroană
Lucrările reuniunii s-au terminat fără a se ajunge la un rezultat concret. Într-un comunicat oficial din aceeași zi se anunța că un Consiliu de Coroană a avut loc azi-dimineață sub președinția Majestății Sale Regelui. În urma acestui Consiliu și sub presiunea evenimentelor, guvernul răspunzând unui ultimatum primit astă-noapte, a comunicat reprezentanților Puterilor Centrale hotărârea de a intra în tratative de pace.:p. 79
București 17 februarie/2 martie 1918

Atestăm primirea scrisorii dv. astăzi. Denunțarea armistițiului cu începere de azi, ora 12 din zi, rămâne în picioare.
(ss) v. Kuhlmann
Conte Czemin
pentru conformitate,
Căpitan Hanser
din Comandamentul Corpului I Rez.
tradus de

(ss) Colonel Ressel

Imediat după terminarea reuniunii, la ora 16.45, primul ministru Alexandru Averescu a primit o telegramă transmisă de miniștrii de externe ai Germaniei și Austro-Ungariei, prin care aceștia îl informau, ignorând faptul că un Consiliu de Coroană anunțat de autoritățile române era în desfășurare, că armistițiul a fost denunțat.:p. 79
„Când ai intrat pe calea capitulării este greu să dai înapoi și să apuci alta. Și metoda tărăgănelii dedese greș. De la 27 ianuarie, când expirase primul ultimatum al lui Mackensen și până la 17 februarie trecuseră mulțămită abilităților lui Averescu 20 de zile și situația nu se ameliorase pentru noi câtuși de puțin. Cât mai logic, cât mai moral și cât mai elegant ar fi fost să primim în bloc și din prima zi, fără discuție, toate condițiunile inamicului! Pentru asta ar fi trebuit însă ca Averescu să creadă în victoria finală a Aliaților și să n-aibă intenții ascunse de înțelegeri cu nemții.”:p. 179
______ Constantin Argetoianu, Memorii
În urma consultărilor de urgență avute de premier cu regele Ferdinand, s-a adoptat decizia de a se răspunde că România acceptă condițiile prealabile de pace impuse de Puterile Centrale. Totodată, regele a apreciat că este necesară o nouă reuniune a Consiliului de Coroană, care să reprezinte cadrul corespunzător „pentru a comunica hotărârea luată ca rege constituțional”.:p. 79:p. 297
În același timp, Marele Cartier General a dispus o serie de măsuri pregătitoare din punct de vedere militar, în eventualitatea reluării ostilităților. Șeful Marelui Cartier General, generalul Constantin Prezan, a transmis comandanților Armatelor 1 și 2 - generalii Eremia Grigorescu și Arthur Văitoianu - dispoziția de a-l lăsa pe inamic să inițieze orice acțiune ostilă, reacționând conform ordinului de operație dat cu o lună înainte, care prevedea o retragere graduală în zona dintre Siret și Prut.:p. 309

## A doua reuniune

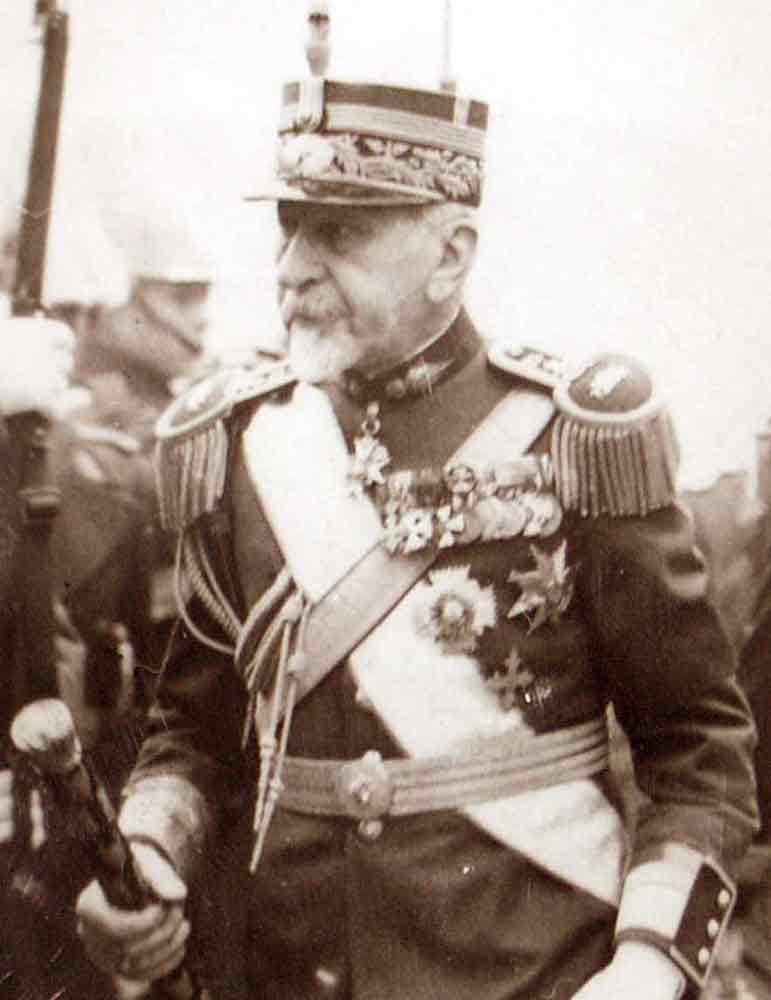
Generalul Constantin Prezan, generalisimul armatei

A doua reuniune a Consiliului de Coroană a avut loc la data de 18 februarie/3 martie tot la reședința regală din Strada Lăpușneanu din Iași. Participanții au fost aceeași ca la reuniunea precedentă, plus principele moștenitor Carol.:p. 372:p. 80
Lucrările consiliului au început cu citirea declarației oficiale de către regele Ferdinand, prin care atât regele cât și prim-ministrul Averescu aduceau la cunoștință faptul că au telegrafiat Puterilor Centrale că Romania primește condiția prejudicială impusă de ele, adică renunțarea la întreaga Dobroge și că începe negocierile de pace.:p. 72 În încheierea mesajului regele concluziona că soluțiunea păcei este dureroasă, dar este în orice caz preferabil a suferi o rană, decât a primejdui existența.:p. 298
Chiar pe timpul desfășurării dezbaterilor, Averescu a primit o telegramă prin care erau anunțate noi condiții cerute de Puterile Centrale, pentru începerea negocierilor de pace. Acestea includeau, trei cerințe suplimentare față de cele transmise anterior: obligația autorităților române de a demobiliza 8 divizii de infanterie, permiterea trecerii de trupe austro-ungare pe teritoriul Moldovei și Basarabiei pentru a merge în Ucraina și părăsirea teritoriului național de către misiunile militare aliate.:p. 318
Ion I. C. Brătianu și Take Ionescu au declarat că apariția unor astfel de cereri suplimentare era de așteptat, având în vedere atitudinea manifestată de guvernul Averescu pe timpul negocierilor.:p. 72 Brătianu a fost exasperat de naivitatea manifestată de generalul Averescu, care a considerat că poate obține rezultate mai favorabile, pe baza presupusei sale relații de amiciție cu mareșalul August von Mackensen. Astfel, Brătianu a constatat acum eșecul strategiei lui Averescu, care „pe Mackensen nu l-a clătinat întru nimic, iar el și-a dezvăluit cărțile înainte de vreme. De la prima întrevedere, Generalul Averescu își uitase sabia în anticameră.”:p. 68
Generalul Averescu a fost și el foarte surprins de aceste noi cereri care îi spulberau definitiv iluziile privind capacitatea sa de negociator, încercând să se disculpe neconvingător și aruncând vina pe ceilalți că nu acceptaseră condițiile centralilor încă din ziua precedentă: iată unde ne-a dus tactica balcanică a tergiversărilor.:p. 72:p. 298 Totuși, și Averescu a  considerat noile condiții ca umilitoare și a cerut regelui convocarea consiliului pentru a doua zi, în vederea luării unei decizii definitive.:p. 318
În după amiaza aceleași zile, Averescu a convocat o reuniune a Consiliului de Miniștri la care au fost invitați și conducătorii armatei: generalii Constantin Prezan, Eremia Grigorescu, Arthur Văitoianu și Intendantul general Constantin Zaharia. Aceștia au prezentat posibilitățile de rezistență armată, în final guvernul ajungând la concluzia că rezistența este posibilă, dar va fi de durată limitată si se va termina prin nimicirea Armatei.:p. 298
Ca urmare generalul Prezan, căruia regele Ferdinand îi delegase comanda supremă a armatei numindu-l generalisim, a dispus o serie de măsuri suplimentare față de cele dispuse în ziua anterioară. A fost schimbat ordinul de operații referitor la modul de acțiune în cazul unui atac al Puterilor Centrale, prevăzându-se o retragere mai în adâncime, între Prut și Nistru, la sud de aliniamentul Soroca-Bălți-Rădăuți. Retragerea avea să înceapă imediat după declanșarea atacului, urmând ca depozitele și echipamentele militare care nu puteau fi retrase să fie distruse la fața locului.:p. 309
„Generalul Prezan a chemat armata la luptă. România era izolată, într-o situație militară fără precedent în istorie, dar noi tot trebuie să luptăm pentru a salva onoarea, integritatea și independența țării.”:p. 309
______ General Ion Antonescu, Citiți, judecați, cutremurați-vă

## A treia reuniune

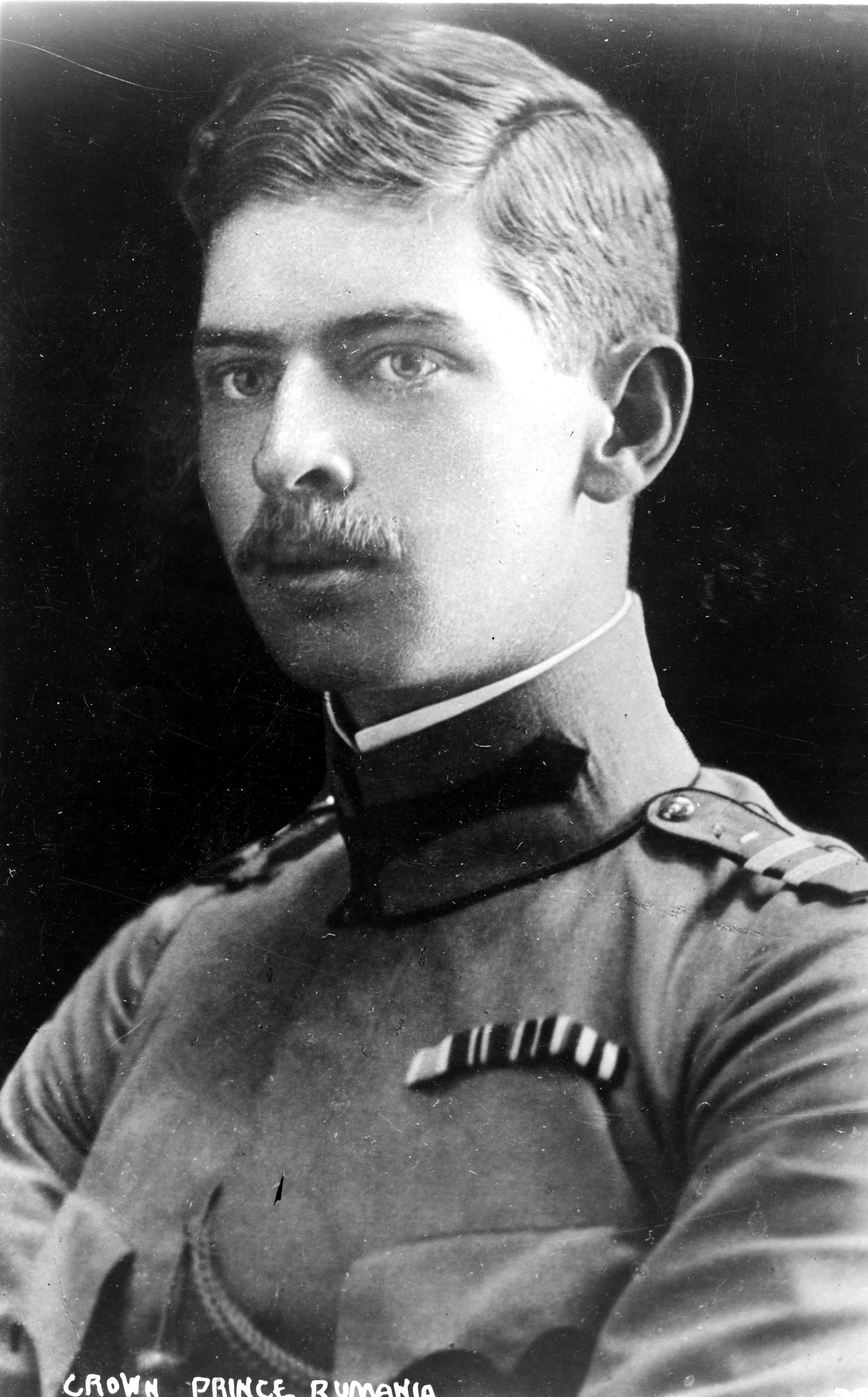
Principele Carol

A treia reuniune a Consiliului de Coroană a avut loc la data de 19 februarie/4 martie, în aceeași locație. Participanții au fost aceeași ca la reuniunea precedentă (mai puțin Constantin Garoflid), în plus au fost invitați comandanții militari: generalii Constantin Prezan, șeful Marelui Cartier General, Eremia Grigorescu, comandantul Armatei 1 și Arthur Văitoianu, comandantul Armatei 2.:p. 372:p. 80
Prezența conducătorilor armatei, chemați fără știrea guvernului, l-a surprins pe prim-ministrul Averescu, care a considerat acest fapt o adevărată anomalie. Joacă șoarecii pe masă, deși biata pisică este acasă. În ciuda protestelor prim-ministrului, regele decide ca generalii să ia parte la consiliu, făcându-l pe Averescu să conchidă cu amărăciune că Brătianu guvernează și când este afară din guvern.:p. 299
Ca și celelalte reuniuni, lucrările au început cu declarația regelui, care a anunțat decizia guvernului de a accepta toate condițiile formulate de Puterile Centrale, menționând, totodată, că avea să fie trimisă chiar în acea seară, la București, o delegație pentru începerea tratativelor de pace.:p. 299:p. 319
„Sufletul meu a încercat în noaptea aceasta cea mai mare suferință din viața mea. Trebuie să ne plecăm în fața puterii împrejurărilor, cu încrederea că din sacrificiul de astăzi va ieși răsplata de mîine pentru vrednicul meu popor.”:p. 319
______ Regele Ferdinand, Alocuțiune la Consiliul de Coroană din 19 februarie
Luând cuvântul după rege, Averescu a prezentat concluziile la care guvernul a ajuns în urma consultării cu conducătorii militari din ziua anterioară, precizând că deși condițiile păcii sunt foarte grele, o eventuală rezistență armată ar fi și mai dezastruoasă. Din aceste rațiuni, guvernul considera soluția intrării în tratative ca singura posibilă, aceasta chezășuind salvarea dinastiei și a Basarabiei.:p. 319
Ion I. C. Brătianu a protestat la afirmația lui Averescu că scopul numirii guvernului condus de el fusese să încheie pacea cu Puterile Centrale, arătând că guvernul condus de Alexandru Averescu fusese adus la putere pentru cu totul alte scopuri, și a reiterat propunerea de a fi numit un nou executiv, condus de Alexandru Marghiloman.:p. 73
Take Ionescu a respins ideea chemării la guvern a facțiunii filo-germane de la București, considerând aceasta un act inutil, condițiile păcii ar fi rămas aproximativ aceleași și s-ar fi dat și impresia unei capitulări totale.:p. 73
În fața acestor acuzații și a consultării membrilor cabinetului, generalul Averescu și-a prezentat demisia în fața regelui, demisie asupra căreia a revenit ulterior, în urma unei discuții cu regele Ferdinand.:p. 320:p. 300
19 februarie/4 martie 1918
Hotărârea Guvernului de a trata pacea, cu condițiile cerute sine qua non, a fost comunicată telegrafic inamicului încă de ieri după amiază, iar delegații Guvernului pentru tratări, domnii: Papiniu, Burghele, Argetoianu, general Lupescu și colonel Mircescu, au și plecat în seara de 19 Februar spre București pentru a lua contact cu delegații inamici.

Finalul acestei ultime reuniuni a fost marcat de o intervenție insolită a principelui moștenitor Carol, intervenție făcută la solicitarea mamei sale, regina Maria. Personaj cu mare influență, aceasta se afla de câteva zile într'o agitație de nedescris, spumega și neputând să vină în Consiliul de Coroană să exprime indignarea față de ceea ce considera slăbiciunea soțului, lipsa de curaj, lașitatea chiar a oamenilor politici ai țării,:p. 73 l-a chemat special pe Carol, aflat pe front la unitatea pe care o comanda „ca să-i explic detaliile situației, fiindcă urma să ia parte și el la consiliul de coroană de dimineață.":p. 415
„Știu bine că faptul pe care îl săvârșesc nu este constituțional, totuși cred că este bine ca în această zi să se mai audă un glas. Am fost rugat ca în numele Reginei, al femeilor române unite în același gând cu ostașii, care formează astfel aproape totalitatea națiunii, să protestez împotriva hotărârii luate astăzi. Sper ca în această țară se va găsi un om de stat care va ajuta pe Rege să nu iscălească o pace înjositoare.":p. 73
______ Principele Carol, Alocuțiune la Consiliul de Coroană din 19 februarie
Consiliul de Coroană s-a încheiat fără a se lua propriu-zis o decizie, dar s-a sugerat ca textul tratatului să fie acceptat în bloc, pentru a se sublinia caracterul de dictat al acestuia și, eventual, pacea să fie semnată de un alt guvern, format din oamenii politici rămași în București.:p. 80

## Regina Maria - catalizatorul opoziției

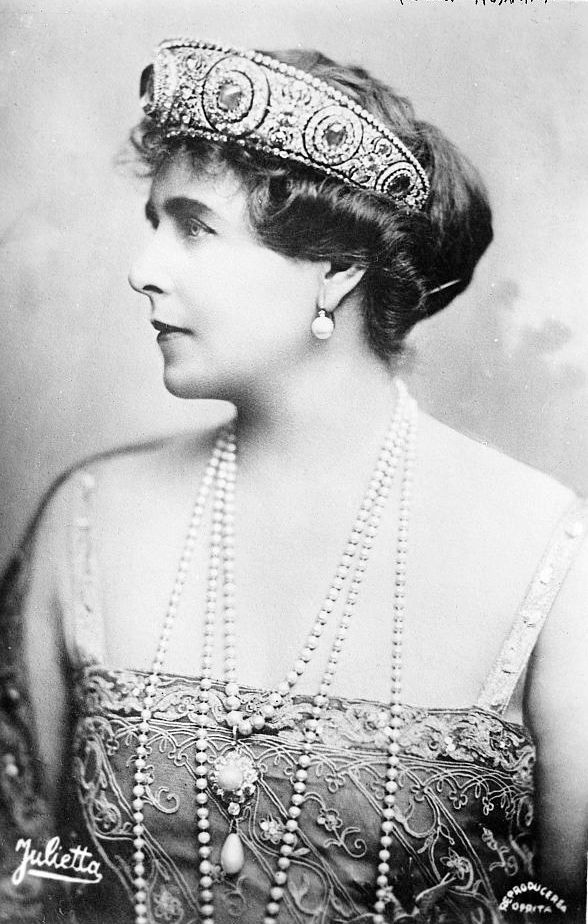
Regina Maria

19 februarie/4 martie 1918
Totul s-a terminat, nu se adună nimeni sub stindardul rezistenței, e considerată o nebunie de toți cei care ar trebui să-și asume răspunderea pentru ea (mai puțin generalii, cărora nici nu li s-a cerut sfatul), iar alții nu-și pot asuma aceeași răspundere fiindcă nu au ocazia.
Jur în adâncul inimii că  mai am o luptă de dus. Nando nu poate semna pacea aceea! nu poate, mai bine să abdice – iar dacă într-o bună zi Aliații vor câștiga, să revină ca întruchiparea vie a cauzei în care am crezut, a idealului pentru care am plecat la luptă - probabil că și această ultimă bătălie am s-o pierd, dar voi lupta.

Maria, Regina României
Chestiunea încheierii unei păci separate cu Puterile Centrale a generat și un punct de maximă tensionare a relațiilor din cadrul familiei domnitoare, în special cele dintre regina Maria și regele Ferdinand. :pp. 413-421
Regele, ca și restul elitei politice de la Iași, considera că încheierea unui tratat de pace separat era o chestiune inevitabilă, în respectivul context geopolitic, dar încerca să identifice posibile soluții menite să nu compromită interesele fundamentale ale României, în sensul prezervării drepturile României la sfârșitul războiului, păstrarea armatei și continuitatea dinastiei.:pp. 413-421:pp. 122-124:p7. 70-71
Deși înțelegea raison d’etat susținut de rege, regina nu era de acord cu această conduită, ea fiind adepta liniei intransigente a „rezistenței până la capăt” preferând „mai bine suferința completă, capitularea, închisoarea, captivitatea, orice”, numai să nu vadă numele lui Ferdinand sub un asemenea tratat.:p. 413:p. 37:pp. 122-124
Argumentul principal al reginei era că acest mod de a acționa se datora firii influențabile a regelui, pe care-l considera „hipnotizat, prizonier al voinței mai puternice a lui Averescu și deja slăbit de propaganda pentru pace care i-a slăbit voința, curajul și convingerile.”:p. 413 Din această cauză, regina Maria se simțea datoare să facă la rândul său tot ceea ce-i stătea în putință pentru a înlătura acele influențe, pe care ea le considera nefaste și a-l determina în final pe Ferdinand să nu accepte ideea unei păci separate. :pp. 413-421
După prima reuniune a Consiliului de Coroană, din 17 februarie, între Maria și Ferdinand a avut loc o ceartă foarte puternică. Maria l-a acuzat că „își vinde prostește sufletul, cinstea și, odată cu ele, si cinstea familiei și țării lui”, acuzații care l-au supărat atât de tare, încât „dacă ar fi fost om din popor, fără îndoială m-ar fi bătut”.:p. 415
„Am spus lucruri teribile, lucruri nedrepte, lucruri monstruoase, dar și adevăruri ucigătoare și respingătoare, cum nu se spun decât o dată în viață, când se înlătură toate pavezele obișnuite de circumstanțe. Încet-încet, furia lui Nando s-a potolit, m-a acuzat de o nedreptate cruntă, a spus că înnebunește sub presiunile care-l apasă din toate părțile, că e ca un trup mort pe care-l sfâșie toți vulturii.”:p. 416
_______ Regina Maria, Jurnal de război
Neputând participa ea însăși la lucrările consiliului, regina a încercat să influențeze deciziile acestuia, având întâlniri cu participanți la reuniuni (Mihail G. Cantacuzino, generalii Prezan și Văitoianu), prim-ministrul Alexandru Averescu, precum și lungi discuții cu regele Ferdinand și Barbu Știrbey. Cerințele ei pentru continuarea rezistenței au găsit un ecou redus în rândul decidenților politici, care adoptaseră aproape în unanimitate credința că doar o capitulare, considerată temporară, ar putea salva statul și dinastia.:p. 416:p. 37 Pentru a-și justifica pozițiile capitularde, marea parte a politicienilor au acuzat-o pe regină că „nu înțelegea ce se petrece în realitate”.:p. 73 sau că de vină este „impulsivitatea ei naturală și pătimașă.:p. 190
După a doua reuniune a Consiliului de Coroană, din 18 februarie, regina a avut o întâlnire cu prim-ministrul Alexandru Averescu, care „mi-a spus că venise să mă anunțe că vor accepta toate condițiile care ni s-au impus, oricât de umilitoare, de grele, de monstruoase.” Discuția care a urmat a fost „cumplită și violentă”, cei doi despărțindu-se cu răceală și dușmănie.:pp. 419-420
„Domnule general, mi-e rușine să mă aflu în aceeași loc cu dumneavoastră. Frumoase lucruri vei fi făcut dacă mai întâi îngropi cinstea țării dumitale, apoi îi înrobești regele, iar apoi lași să i se secătuiască viața din trupul mutilat și zvârcolind”.:p. 420
_______ Regina Maria, Jurnal de război
Încercările reginei de a influența hotărârile consiliului nu au avut succes. „În zilele acelea negre, când se credea că totul e pierdut pentru România, a rămas neclintită în credința victoriei,”:p. 37 propunându-și să continue să lupte, chiar cu riscul destrămării familiei, pentru ca tratatul de pace să nu intre în vigoare, până la capăt, când „voi lăsa totul și voi cere ma demission ca regină și soție și îl voi lăsa pradă unei servituți pe care eu nu pot și nu vreau s-o împărtășesc.”:p. 421 Abia după război, aceeași politicieni aveau să recunoască faptul că linia de conduită a reginei Maria a fost cea corectă și că presiunea constantă pe care aceasta a pus-o asupra lui Ferdinand să nu ratifice pacea separată cu Puterile Centrale, a asigurat prezervarea statutului de cobeligeranță a României de partea Antantei.
„Prin modul cum a influențat în 1918, când aproape numai datorită ei, regele Ferdinand nu a ratificat dezastruoasa pace de la București, regina s-a așezat ca ctitoriță a României întregite și ca una din cele mai mari figuri ale istoriei noastre naționale.”:p. 109
_______ Constantin Argetoianu, Pentru cei de mâine: Amintiri din vremea celor de ieri

## Reacțiile aliaților

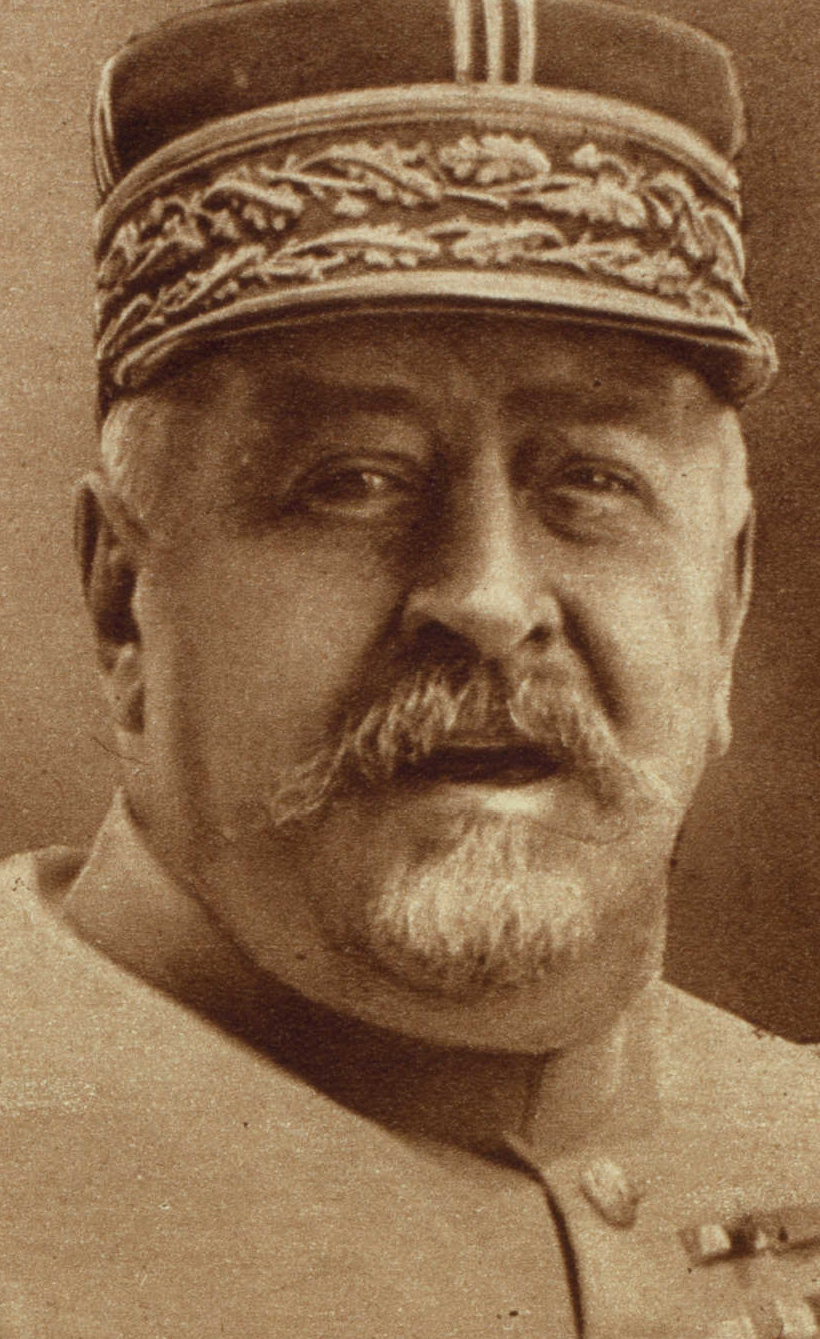
Generalul Henri Berthelot, șeful Misiunii Militare Franceze

Încă înainte de semnarea armistițiului de la Focșani, poziția aliaților din cadrul Antantei a fost de a respinge ideea unei păci separate a României, indiferent de circumstanțele specifice de pe Frontul român. Într-o telegramă a lui Clemenceau din 11/24 noiembrie acesta preciza că „obligația tuturor Aliaților este de a rămâne fideli până la scopurilor comune", preconizându-se chiar o părăsire a teritoriului național de către autoritățile și Armata României și retragerea în Ucraina și Rusia.:p. 120 După semnarea armistițiului, poziția franceză a devenit și mai intransigentă, într-un protest oficial transmis de șeful Misiunii Militare Franceze, generalul Henri Berthelot acuza guvernul condus de Ion I. C. Brătianu de „trădare comisă împotriva Aliaților și încălcarea tuturor promisiunilor.":p. 126
Venirea la putere a guvernului condus de Alexandru Averescu a dus la o răcire a relațiilor dintre autoritățile române și reprezentanții francezi, remarcată ca atare de generalul Berthelot. „Situația misiunii noastre aici devine imposibilă. Averescu încurajează izolarea noastră, iar ofițerii francezi simt o rezervă neobișnuită în raporturile lor cu confrații români.":p. 126 Pentru a păstra totuși un canal deschis cu marii aliați occidentali, Averescu l-a însărcinat pe Constantin Argetoianu „să țină un contact permanent" cu ambasadorul Franței în România, contele de Saint Aulaire.:p. 141
La 16 februarie/1 martie, generalul Eremia Grigorescu l-a anunțat pe generalul Berthelot despre iminenta sosire a unui ultimatum și despre denunțarea armistițiului de către Puterile Centrale, în urma cărora guvernul ar urma să accepte să înceapă negocierile de pace. Pornind de la această informație, Berthelot a telegrafiat în aceeași seară la Paris, propunând să se profite de această ocazie pentru o posibilă modificare a atitudinii intransigente franceze, referitoare la necesitatea de a lupta până la capăt. 
„Dacă nu putem să ne dăm acordul în legătură cu încheierea păcii, putem cel puțin să ne ținem deoparte, lăsând guvernul român să decidă el însuși dacă vrea să continue lupta sau să accepte condițiile umilitoare pe care i le impun Puterile Centrale ! În primul caz, vom împărtăși până Ia capăt soarta armatei române. În al doilea, ar fi util să lăsăm toată mârșăvia condițiilor de pace în seama germanilor și austriecilor, pregătind, chiar a doua zi după semnarea păcii, o declarație colectivă a Aliaților, în care să se recunoască faptul că armatele române și-au făcut întotdeauna datoria cu vitejie și loialitate, că România a cedat în fața unor împrejurări critice și independente de voința sa și că, în asemenea condiții, Aliații consideră că tratatul de pace impus de Germania este nul și neavenit, și că vor urmări revizuirea sau anularea acestuia la momentul negocierilor păcii generale.":p. 161
______ General Henri Berthelot, Telegramă către guvernul francez
După a doua reuniune a consiliului, Mihai G. Cantacuzino s-a întâlnit cu Berthelot, pe care l-a informat despre concesiile suplimentare cerute de Puterile Centrale, solicitând ca Aliații să achieseze la ideea unei păci separate a României, lucru refuzat cu fermitate, spunând că tot ceea ce poate face este „să rămână aici cu toții, ofițerii mei și cu mine, pentru a fi părtași la clipele de vitregie." O întâlnire similară a avut după cea de-a treia reuniune cu generalii Grigorescu și Văitoianu, care și-au manifestat indignarea față de faptul că „Averescu a acceptat toate condițiile nemților.":p. 163
Generalul Berthelot nu au mai avut timpul necesar pentru o reacție consolidată la hotărârile luate de Consiliul de Coroană, din cauza precipitării evenimentelor și a plecării precipitate a misiunilor militare aliate din România.:p. 211

## Urmări

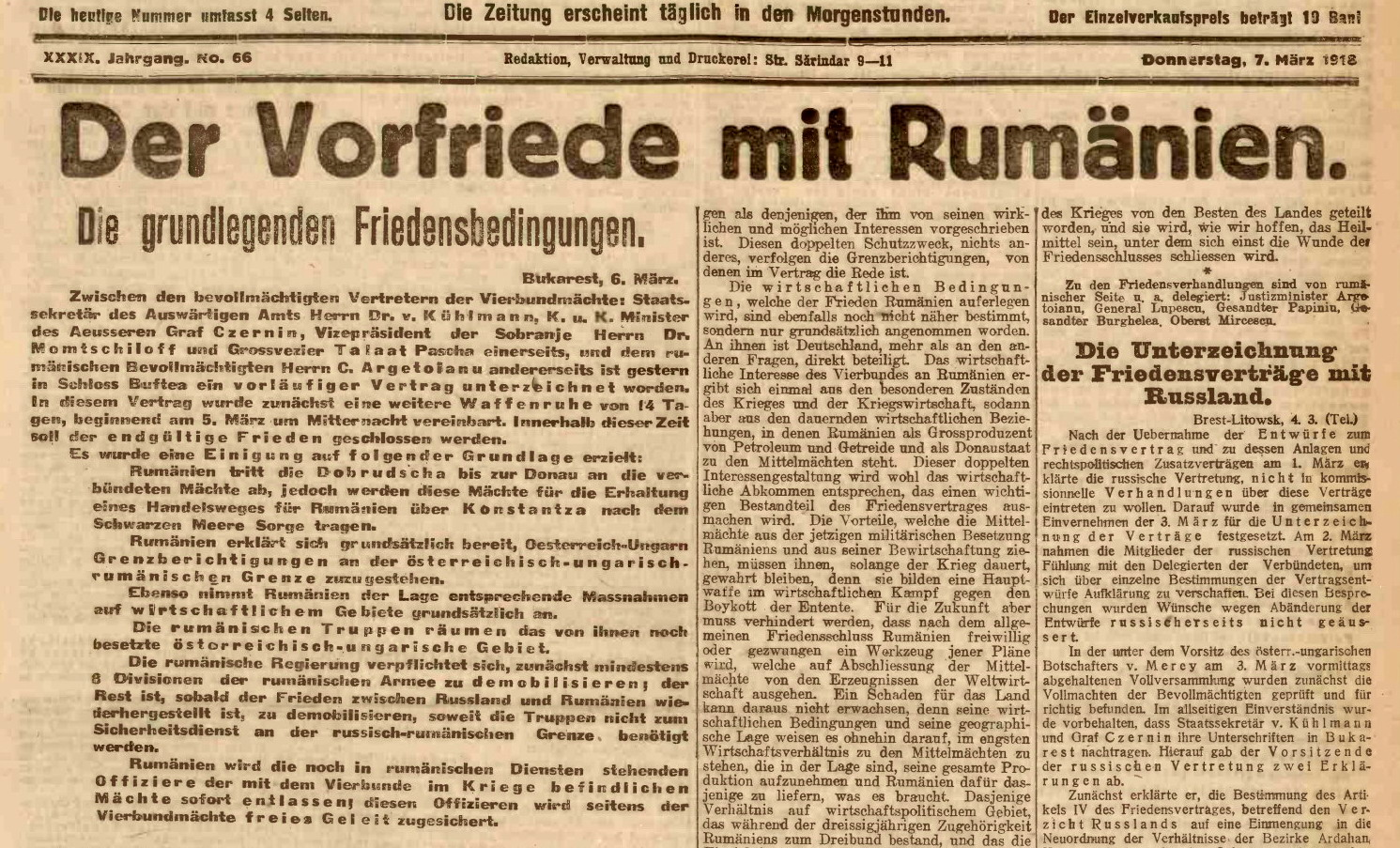
Pacea de la Buftea

Urmarea imediată a Consiliului de Coroană din 17-19 februarie 1918 a fost reprezentată de acceptarea în bloc a condițiilor Puterilor Centrale și de trimiterea unor plenipotențiari la Buftea, unde, la 20 februarie/5 martie 1918 avea să fie semnat Tratatul preliminar de pace, precum și prelungirea armistițiului cu 14 zile .:p. 674:p. 212 Tratatul preliminar a prevăzut cedarea Dobrogei, rectificări de frontieră spre Austro-Ungaria, impunerea unor obligații economice oneroase României, demobilizarea a cel puțin opt divizii, asigurarea accesului trupelor Puterilor Centrale spre sudul Ucrainei, plecarea misiunilor aliate, precum și altele.:p. 212
O altă consecință importantă a fost reprezentată de plecarea misiunilor militare aliate, care a atras un val de ostilitate împotriva guvernului Averescu, ca urmare a unor incidente produse la plecarea Misiunii Militare Franceze.:p. 217:pp. 302-304
Cea mai importantă acțiune politică a fost reprezentată de înlocuirea guvernului Averescu cu guvernul condus de Alexandru Marghiloman, la 5/18 martie 1918, care avea însărcinarea să încheie tratatul de pace cu Puterile Centrale.

Participanți la reuniunile Consiliului de Coroană
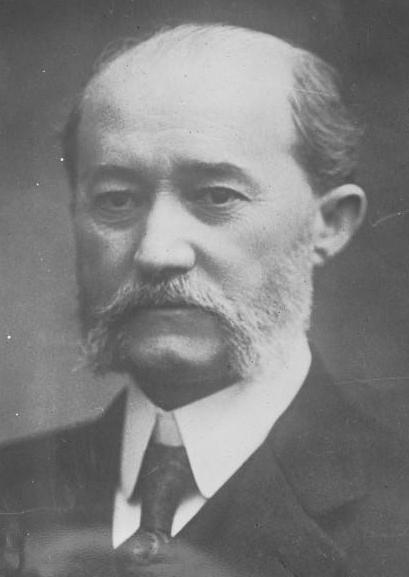
Emanoil Porumbaru
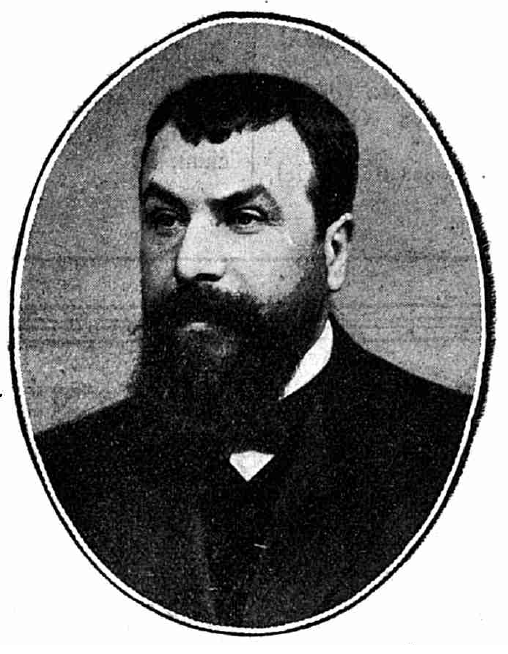
Vasile G. Morțun
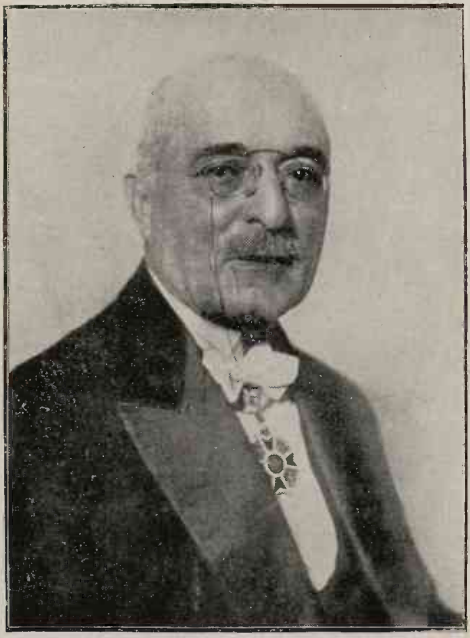
Constantin Sărățeanu
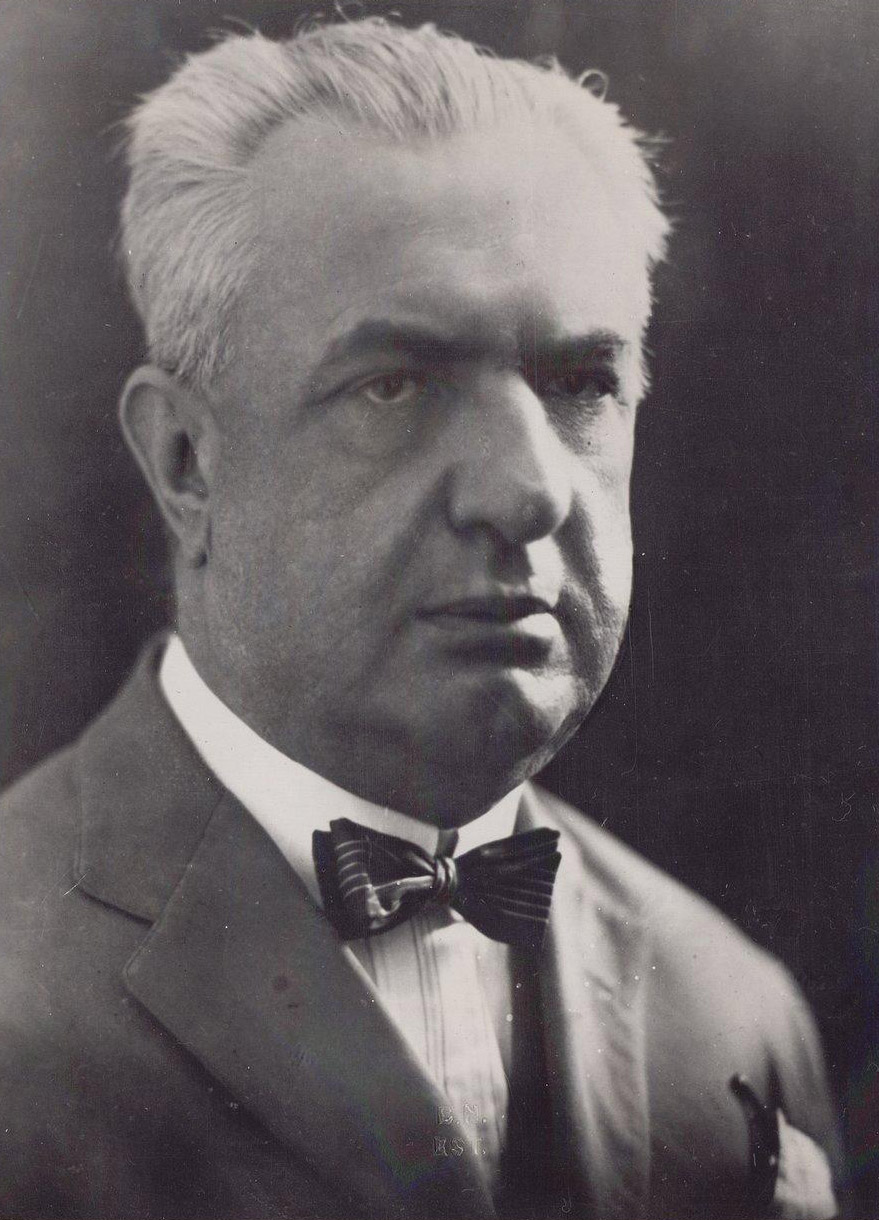
Constantin Argetoianu
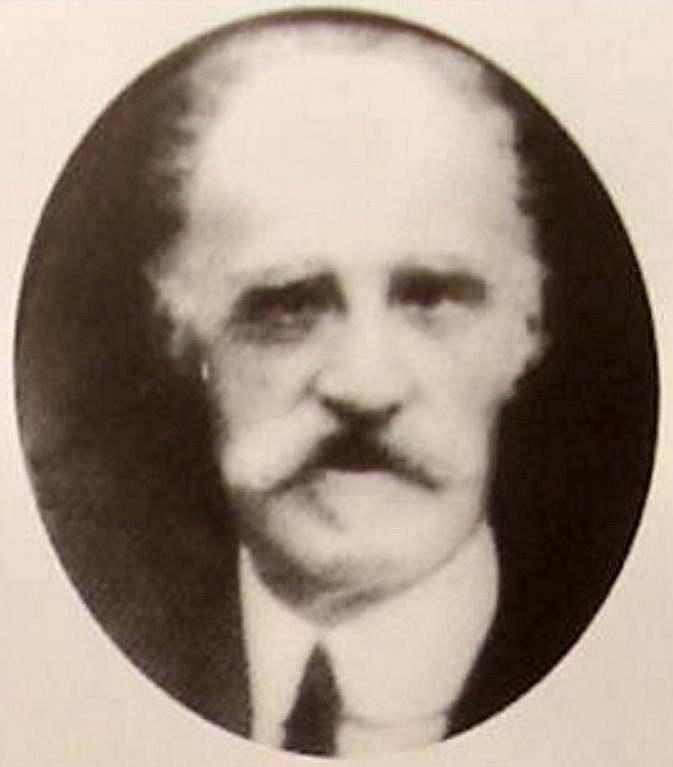
Matei B. Cantacuzino
Fotin Enescu
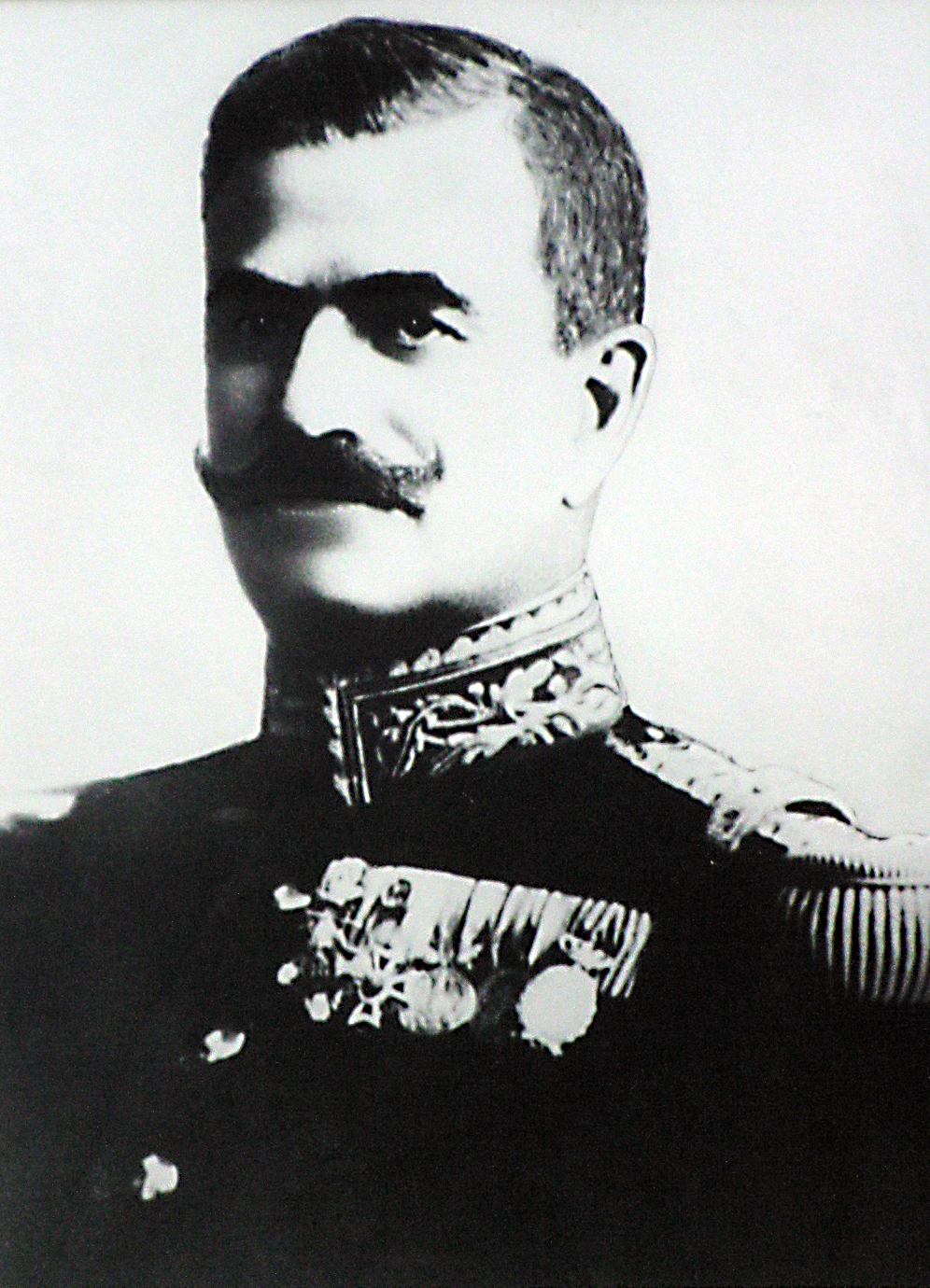
Constantin Iancovescu
Ion Luca Niculescu (ajutați Wikipedia și găsiți o imagine)
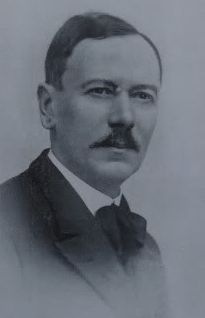
Constantin Garoflid
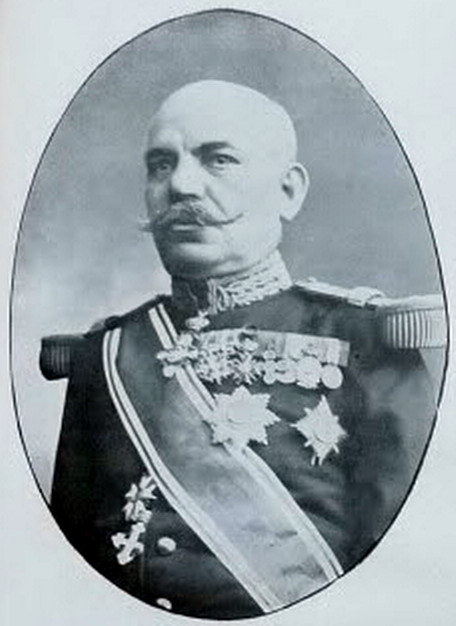
Ioan Culcer
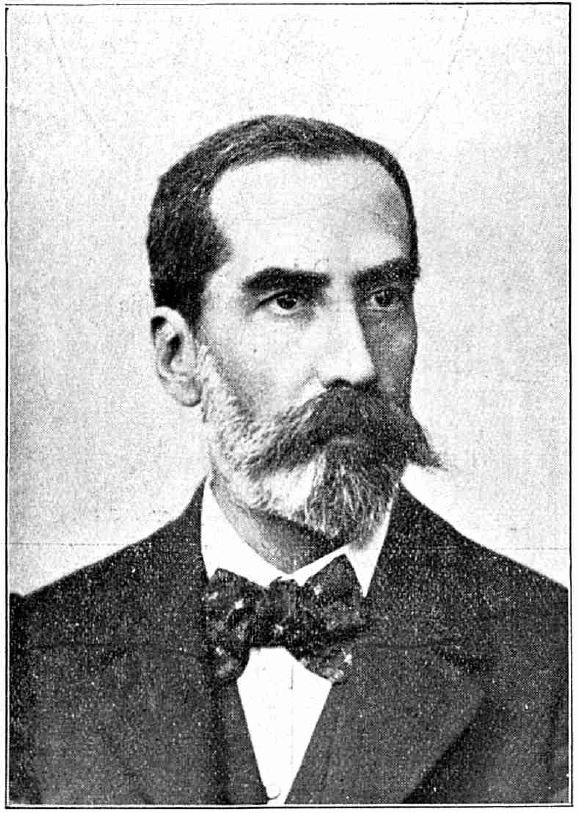
Mihail Pherekide
Alexandru Constantinescu
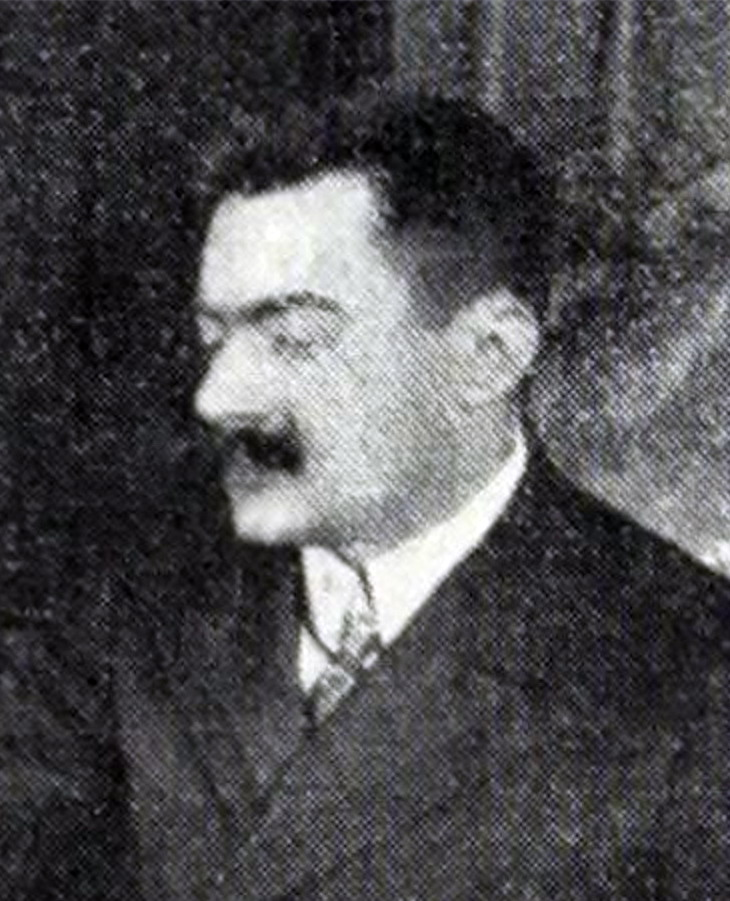
Mihail G. Cantacuzino
Dimitrie Greceanu
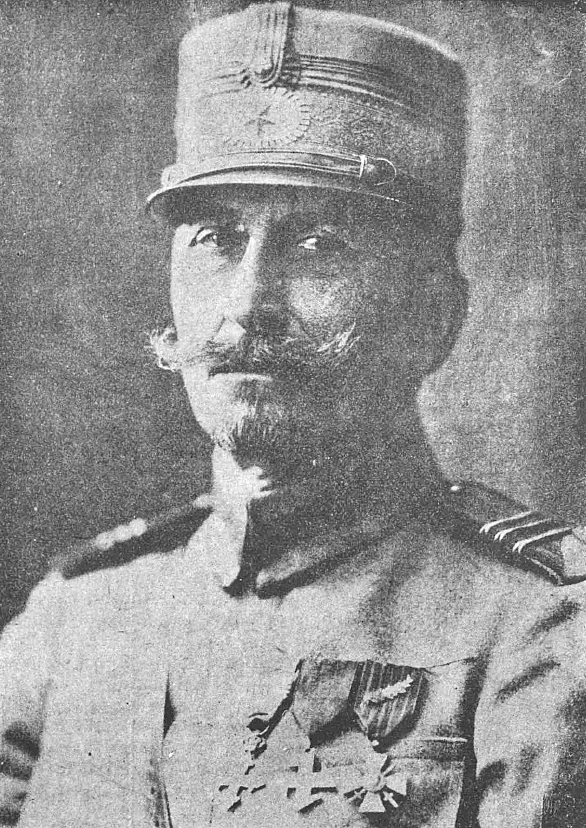
Arthur Văitoianu
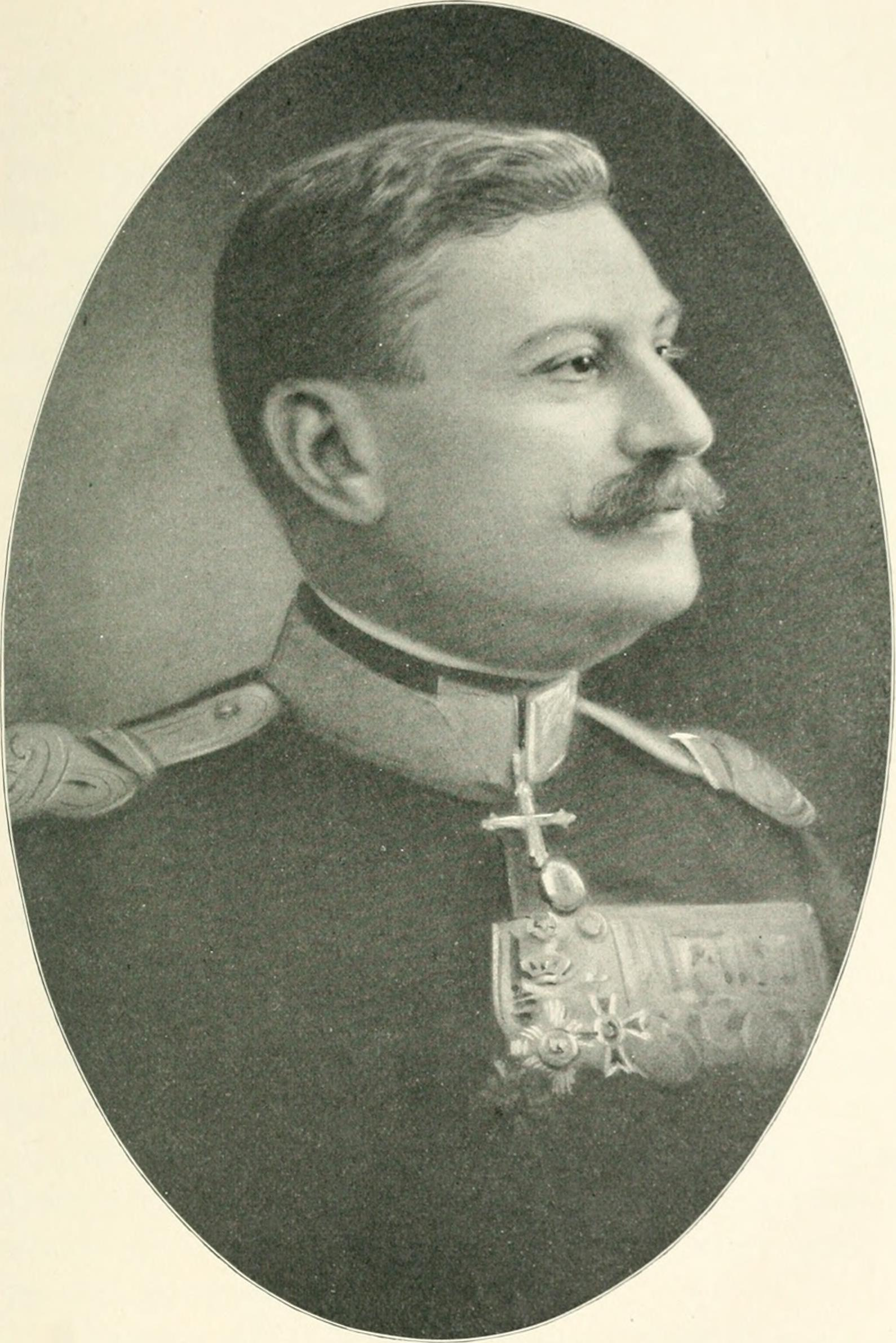
Eremia Grigorescu